# 贝内德托·维尼亚
贝内德托·维尼亚（義大利語：Benedetto Vigna，1969年4月10日—）是一名意大利物理学家，也是一名商人。他目前是法拉利的首席执行官。

## 职业生涯
维尼亚出生在意大利巴西利卡塔大区的 波坦察，在邻近的彼得拉佩尔托萨市长大。
1993年，维尼亚毕业于比萨大学。毕业后，他成为了一名物理学家。1995年开始，维尼亚在意法半導體公司工作，主要研究微机电系统。
维尼亚发明了一种三维运动传感器，并且应用于汽车的安全气囊当中。后来，这种传感器减小了尺寸和成本，被用做任天堂Wii游戏机的无线控制器。 因为这项成果，维尼亚被列入了欧洲专利组织（European Patent Organization）推动的“2010年欧洲发明家”奖的12名候选人名单。截止目前，维尼亚已经注册了100多项专利。
2021年6月9日，法拉利官宣维尼亚成为跃马的新一任首席执行官。